# أبو محمد التوزي
أبو محمد عبد الله بن محمد التَّوَّزِي (؟ - 238/233هـ) هو أديب ونحوي من القرن الثالث الهجري، ومن علماء الطبقة السابعة من المدرسة البصرية في النَّحو.

## سيرته
أصلُه من بلدة توّز في فارس، وهو مولى قبيلة قريش، لذا يُسمَّى أحياناً أبو محمد القُرَشِي. كان إلى جانب علمه بالنَّحو مُتَبَحّراً في الآداب، أخذ اللغة والأدب عن أبي عبيدة معمر بن المثنى وعبد الملك الأصمعي. حضر مجلسه أبو عمر الجرمي، وقرأ على الجرمي كتاب سيبويه. كان التوّزي شديد الاهتمام بالشعر، حتى قال فيه المبرد: «ما رأيت أحداً أعلم بالشعر من أبي محمد التوزي، كان أعلم من الرياشي، وكان أكثرهم رواية عن أبي عبيدة معمر بن المثنى». تزوَّج التوّزي بأمِّ أبي ذكوان النحوي، وتُوفِّي في بغداد أثناء خلافة المتوكِّل، واختُلِف حول تاريخ وفاته فمنهم من يجعله 233 هـ ومنهم من يجعله 238 هـ.
عاصر التوَّزي أبي عثمان المازني ودخل في مناظرة شهيرة معه في حضرة الواثق بالله لم يستطع فيها الانتصار على المازني وخرج مهزوماً.

## مؤلفاته
تُنسَب إليه المؤلفات التالية:
- «كتاب الأمثال»
- «كتاب الخيل وأسنانها وعيوبها وإضمارها، ومن نُسِبَ إلى فرسه وسبقها»
- «كتاب النوادر»
- «كتاب فعلت وأفعلت»
- «كتاب الأضداد»